# Sinh vật hiếu khí

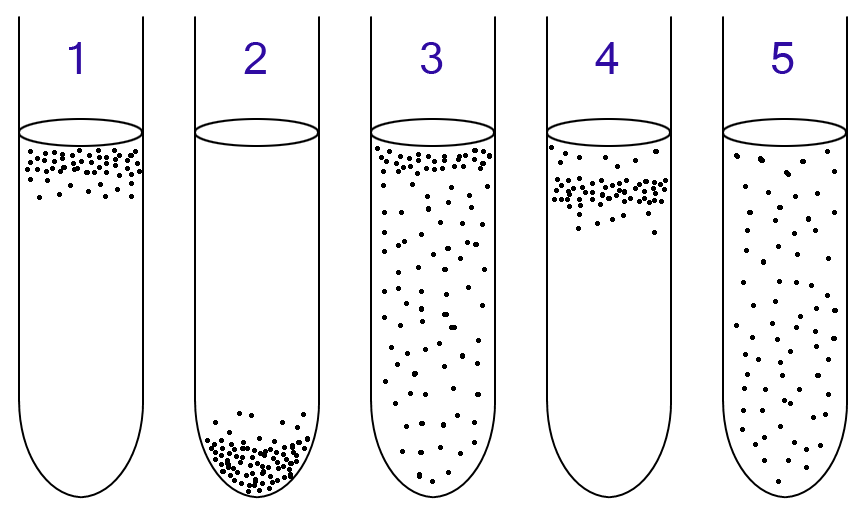
Xác định Vi khuẩn hiếu khí và kỵ khí bằng cách cấy trong ống nghiệm chứa nước thioglycollate:
1: hiếu khí bắt buộc cần oxy vì không thể lên men hoặc hô hấp kỵ khí, tụ tập ở đầu ống có nồng độ oxy cao nhất.
2: Kị khí bắt buộc bị nhiễm độc bởi oxy, tập trung ở đáy ống có nồng độ oxy thấp nhất.
3: Kị khí tuỳ ý có thể phát triển có hoặc không có oxy, tập trung chủ yếu ở đầu vì hô hấp hiếu khí tạo ra ATP nhiều hơn lên men hoặc hô hấp kỵ khí.
4: Vi hiếu khí cần oxy vì không thể lên men hoặc hô hấp kỵ khí. Tuy nhiên, chúng đang bị đầu độc bởi nồng độ oxy cao, nên tập trung ở phần trên của ống nghiệm nhưng không phải trên đỉnh.
5: Kị khí không bắt buộc không cần oxy cho chuyển hóa năng lượng kỵ khí. Tuy nhiên chúng không bị nhiễm độc bởi oxy, có thể sống trải đều khắp ống nghiệm.

Sinh vật hiếu khí hoặc aerobe là sinh vật có thể tồn tại và phát triển trong môi trường oxy hóa .
Ngược lại, sinh vật yếm khí (kỵ khí) là sinh vật không cần cung cấp oxy cho phát triển. Một số vi khuẩn kỵ khí phản ứng tiêu cực hoặc thậm chí tử vong nếu oxy hiện diện.

## Các loại
Phân loại theo mục đích thực tế thì có bốn loại sinh vật tồn tại và phát triển được trong môi trường oxy hóa:
- Sinh vật hiếu khí bắt buộc (Obligate aerobe) cần oxy để phát triển. Trong một quá trình được gọi là hô hấp tế bào, những sinh vật sử dụng oxy để oxy hóa các chất nền (ví dụ như các loại đường và chất béo) và tạo ra năng lượng.
- Sinh vật yếm khí tuỳ ý (Facultative anaerobe), có thể phát triển mà không cần oxy, nhưng sử dụng oxy nếu nó hiện diện.[3]
- Sinh vật vi hiếu khí (Microaerophile) cần cung cấp oxy cho sản xuất năng lượng, nhưng bị tổn hại ở nồng độ khí quyển oxy (21% O2).
- Sinh vật yếm khí không bắt buộc (Aerotolerant organism), không thể sử dụng oxy để tăng trưởng, nhưng chịu đựng được sự hiện diện của oxy.[3]

## Oxy hóa glucose
Quá trình oxy hóa glucose (một monosaccharide) là quá trình quan trọng trong hô hấp hiếu khí.
C6H12O6 + 6 O2 + 38 ADP + 38 phosphate → 6 CO2 + 6 H2O + 38 ATP
Phương trình này là bản tóm tắt về những gì thực sự xảy ra trong chuỗi ba phản ứng sinh hóa: đường phân (glycolysis) , chu trình Krebs , và phosphoryl hóa oxy hóa (oxidative phosphorylation) .